# Kivijärvi (sjö i Finland, Kajanaland, lat 63,92, long 27,92)
Kivijärvi är en sjö i Finland. Den ligger i kommunen Kajana i landskapet Kajanaland, i den centrala delen av landet, 400 km norr om huvudstaden Helsingfors. Kivijärvi ligger 165,3 meter över havet. Den är 10,37 meter djup. Arean är 1,88 kvadratkilometer och strandlinjen är 19,66 kilometer lång. Sjön  ingår i Vuoksens huvudavrinningsområde.   Den ligger vid sjön Laakajärvi.